# 斎藤博之
斎藤 博之（さいとう ひろゆき、1919年5月22日 - 1987年3月8日）は、日本の洋画家、絵本作家。
独立美術協会展に出品して入選。『しらぬい』で第2回講談社出版文化賞絵本賞、『がわっぱ』他で、第21回小学館絵画賞（現在の小学館児童出版文化賞）を受賞。

## 経歴
- 1919年5月22日、北京政府奉天省の奉天市（現在の瀋陽市）に生まれる[2]。
- 1937年、奉天第一中学校を卒業後、南満洲鉄道や、満蒙百貨店に勤務[2]。
- 1939年、上京。帝国美術学校（現・武蔵野美術大学）西洋画科に入学する[2]。
- 1941年、帝国美術学校在学中、『国引き』を独立美術協会展に出品して入選[2]。
- 1943年9月、戦争のため、帝国美術学校の卒業が繰り上げとなる[2]。
- 1944年3月、結婚。同年6月に応召して、ソ連国境に近くの満洲国黒河省神武屯の守備にあたる[2]。同年8月、第14方面軍を基幹とする比島方面軍に転属。ルソン島の南部の小島に配属された所属部隊は米軍の攻撃を避け、深い山の中を散り散りになって逃げ惑った[2]。
- 1945年8月15日の敗戦を知らないまま敗残兵として山に潜伏し続け、年末に下山したところで、捕囚となって収容所生活を送る[2]。
- 1946年4月に復員後、東宝撮影所の動画部門に勤め、そこで画家の森芳雄と知り合った[2][3]
- 1947年、帝国美術学校の再編により発足した造型美術学園（学園長＝山脇巌）の助手となり、石膏デッサンの指導などを担当[2]。
- 1948年春、同学園が武蔵野美術学校（学園長＝名取堯）に再編される[4]なかで、助手を辞職[2]。以後、児童文学作品の挿絵などを手がけるようになる。
- 1952年、初めての個展を開催[2]。
- 1971年、『しらぬい』で第2回講談社出版文化賞絵本賞。
- 1973年、『がわっぱ』他で、第21回小学館絵画賞（現在の小学館児童出版文化賞）を受賞。
- 1987年3月8日、死没。
- 1993年、『斎藤博之作品集』（笛田舎）刊行。
- 2002年6月28日〜8月4日、富山県水墨美術館で『馬とカッパと絵本の世界 斎藤博之』展が開催。

## 主な著書

### 画集
- 『河童曼陀羅 斎藤博之画集』（岩崎書店、1977年）
- 『斎藤博之作品集』（笛田舎、1993年）

### 美術手引書
- 『水墨画の制作』（理工学社、1977年）
- 『水墨画の制作技法』（理工学社、1986年）

### 絵本
- 『しらぬい 創作絵本1』（たかしよいち、岩崎書店、1970年）
- 『がわっぱ-かっぱものがたり 創作絵本3』（たかしよいち、岩崎書店、1971年）
- 『ほらふきてんぐ 創作絵本9』（たかしよいち、岩崎書店、1973年）
- 『鬼がら 創作絵本28』（たかしよいち、岩崎書店、1972年）
- 『サーカスのライオン おはなし名作絵本 16』（川村たかし、ポプラ社、1974年）
- 『むささび星 おはなし名作絵本 11』（いまにしすけゆき、ポプラ社、1978年）
- 『まめっこころころ 日本みんわ絵本』（吉沢和夫、ほるぷ出版、1984年）
- 『おにの子こづな 日本みんわ絵本』（木暮正夫、ほるぷ出版、1986年）
- 『雷のおか 絵本むかしばなし傑作選 19』（おおいしまこと、国土社、1997年）
- 『おにぎりぱくりん 新装版 おいしいおにぎりをたべるには』（今西祐行、全国学校給食協会、1994年）
- 『オキクルミのぼうけん 新装版 アイヌの民話』（萱野茂、小峰書店、1998年）
- 『木ぼりのオオカミ 新装版 アイヌの民話』（萱野茂、小峰書店、1998年）
- 『風の神とオキクルミ 新装版 アイヌの民話』（萱野茂、小峰書店、1999年）

### 挿絵を描いた出版物
- 『小さなかめと小さな花たば』（米川みちこ　金の星社<創作こどもらいぶらり5>　1971年）
- 『ぐみの木の丘』（米川みちこ　金の星社<創作児童文学9>　1972年）
- 『松谷みよ子全集 15 ちびっこ太郎』（講談社、1972年）
- 『日本の伝説 24 富山の伝説』（角川書店、1977年）
- 『赤い鳥名作童話 10 ごんぎつね・張紅倫』（赤い鳥の会、小峰書店、1982年）
- 『坊っちゃん 講談社青い鳥文庫 69-1 』（夏目漱石、講談社、1983年）
- 『なめとこ山のくま』（フォア文庫、岩崎書店、1987年）
- 『天保の人びと』（偕成社文庫、2000年）
- 『日本の鉄 新版 図説日本の文化をさぐる』（小峰書店、2004年）
- 『法隆寺の建築 新版　図説日本の文化をさぐる』（小峰書店、2004年）
- 『蒼い狼の子 新装版』（小峰書店、2007年）
- 『鈴木喜代春児童文学選集 第5巻 二つの川』（らくだ出版、2009年）